# Јаков Цариградски
Јаков Цариградски (грч. Αθανασιος Δ; 17. век, Хиос — 1700, Молдавија) — цариградски патријарх, у периоду од девет година (10. август 1679 — 30. јул 1682, 20 март 1685 — март 1686, 12 октобар 1687 — 3 март 1688).
Претходник патријарха Јакова био је патријарх Атанасије IV, а наследник патријарх Калиник II.

## Биографија
Јаков је рођен на острву Хиос. Пре него што је ступио на патријаршијски трон, Јаков је обављао дужност митрополита Ларисе. 10. августа 1679. године Јаков је изабран за патријарха, а његово устоличење извршено је 14. августа. За време његове прве патријаршије, априла 1680. године, издат је указ о избору и хиротонисању митрополита Филаделфијског и протопрезвитера млетачког Герасима Влаха.
Исте године Јаков је припојио Јонопољски Патријаршијски егзархат Митрополији Неокесаријској. Године 1682. Јаков је ујединио метрополе Визију и Медију. У исто време, Јаков је потврдио указ, који је усвојио његов претходник Атанасије IV, о присаједињењу округа цркве Светог Стефана Деркској митрополији.
Јаков је 30. јула 1682. године био принуђен да уступи патријаршију Дионисију IV, који је по трећи пут ступио на патријаршијски престо. Јаков је преузео дужност митрополита Хиоса. Јаков је по други пут изабран за патријарха 20. марта 1685. године, а хиротонисан је 18. априла исте године.
Фебруара 1686. године издао је повељу којом је потврдио јурисдикцију Јерусалимске патријаршије над манастиром свете Катарине на Синају и осудио архиепископа синајског Ананија због ношења митре и патријаршијских одежди током богослужења. Јаков је укинуо епитимију коју је Патријаршија наметнула православним становницима Атине због њихове побуне против турске власти 1686. године.
Јаковљева друга патријаршија била је кратког века због интрига свргнутог патријарха Дионисија IV и његових присталица. Након што је напустио престо, Јаков се, плашећи се напада својих противника, неко време склонио у кућу француског посланика у Цариграду. У касну јесен 1678. састао се са великим везиром у Филипопољу и наговорио га да му помогне да се врати на престо.
12. октобра 1687. постао је поново патријарх, али се 3. марта 1688. повукао у Молдавију, где је и умро 1700. године.
Јаков је сахрањен у манастиру Голија у Јашију.